# Strategien gegen Architektur IV
Albums de Einstürzende Neubauten
Alles wieder offen
(2007) Lament
(2014)
Strategien gegen Architektur IV (ou Strategies Against Architecture IV 2002-2010 pour sa sortie anglaise) est un double album de compilation du groupe Einstürzende Neubauten sorti en 2010.
C'est une rétrospective de morceaux live et de faces B du groupe enregistrés pendant les années 2000. Il s'agit de la quatrième compilation de la série Strategien gegen Architektur (« Stratégies contre l'architecture) ». 

## Liste des titres

### Disque un
1. Perpetuum Mobile (version single) - 4:31
2. Selbstportrait Mit Kater (version complète) - 7:49
3. Ein Leichtes Leises Säuseln - 4:33
4. Youme & Meyou - 5:31
5. Dead Friends (Around The Corner) - 4:59
6. Insomnia - 7:28
7. Party In Meck-Pomm - 2:09
8. X - 4:08
9. Floorpiece/Grundstück - 4:27
10. Good Morning Everybody - 4:45
11. Waiting For The Call - 3:57
12. Wo Sind Meine Schuhe? - 6:06
13. GS1 & GS2 - 6:35
14. Palast Der Republik - 2:36

### Disque deux
1. Sendezeichen Phase 3 - 1:03
2. Tagelang Weiss - 6:27
3. Wenn Dann - 3:11
4. Jeder Satz Mit Ihr Hallt Nach - 3:47
5. Susej - 4:47
6. Magyar Energia - 3:29
7. Birth Lunch Death - 3:22
8. Weil Weil Weil (Freie Radikale In Der Warteschleife) - 3:46
9. Unvollständigkeit - 12:24
10. Let's Do It A Dada - 5:55
11. Bertolt Brecht Und Der Weltempfängter - 0:28
12. Musterhaus-Ausstellung - 15:07
  - I. Anarchitektur 
  - II. Et Cetera 
  - III. Weingeister 
  - IV. Tohu Wa Bohu